# Thron

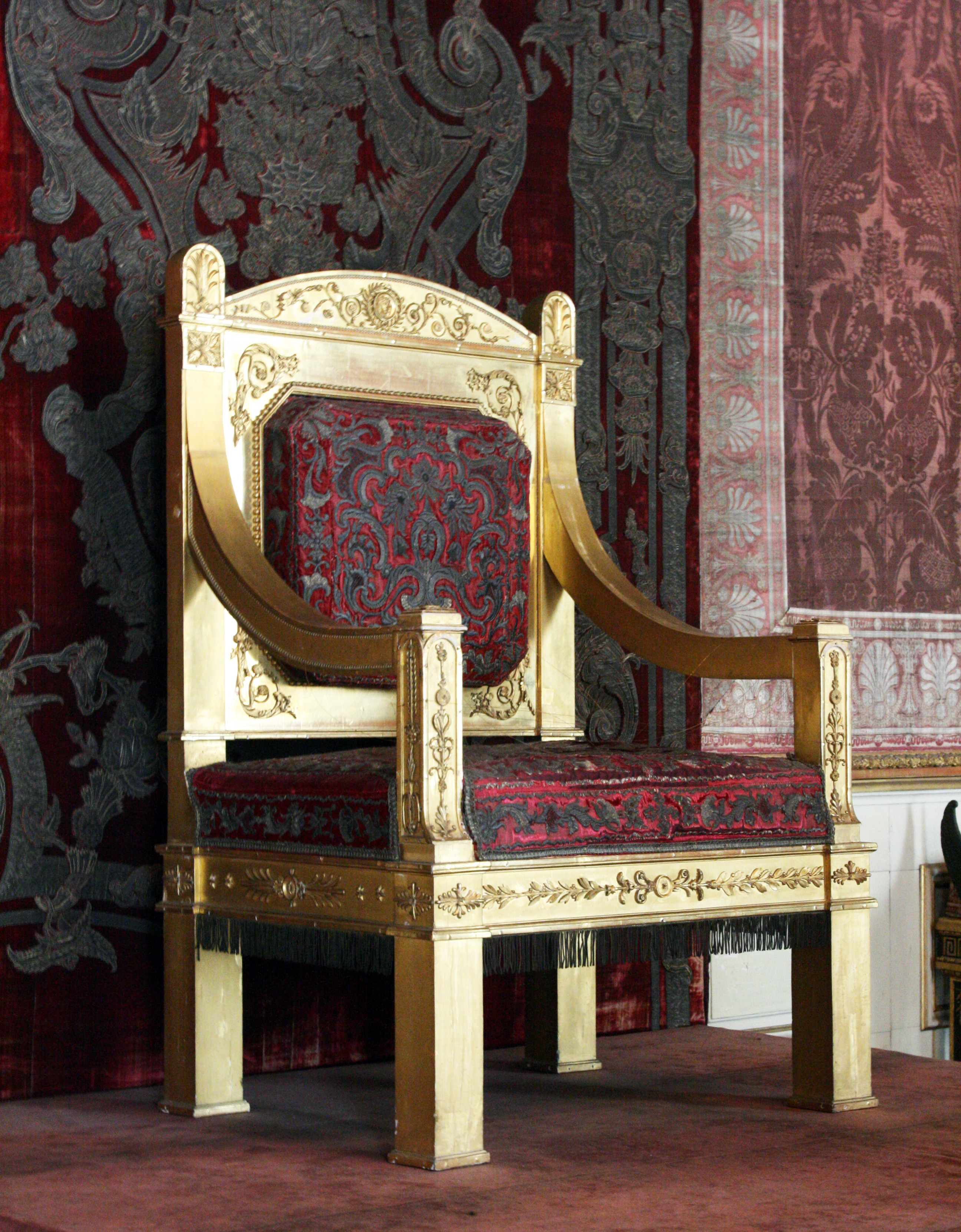
Königlicher Thron im Schloss Ludwigsburg

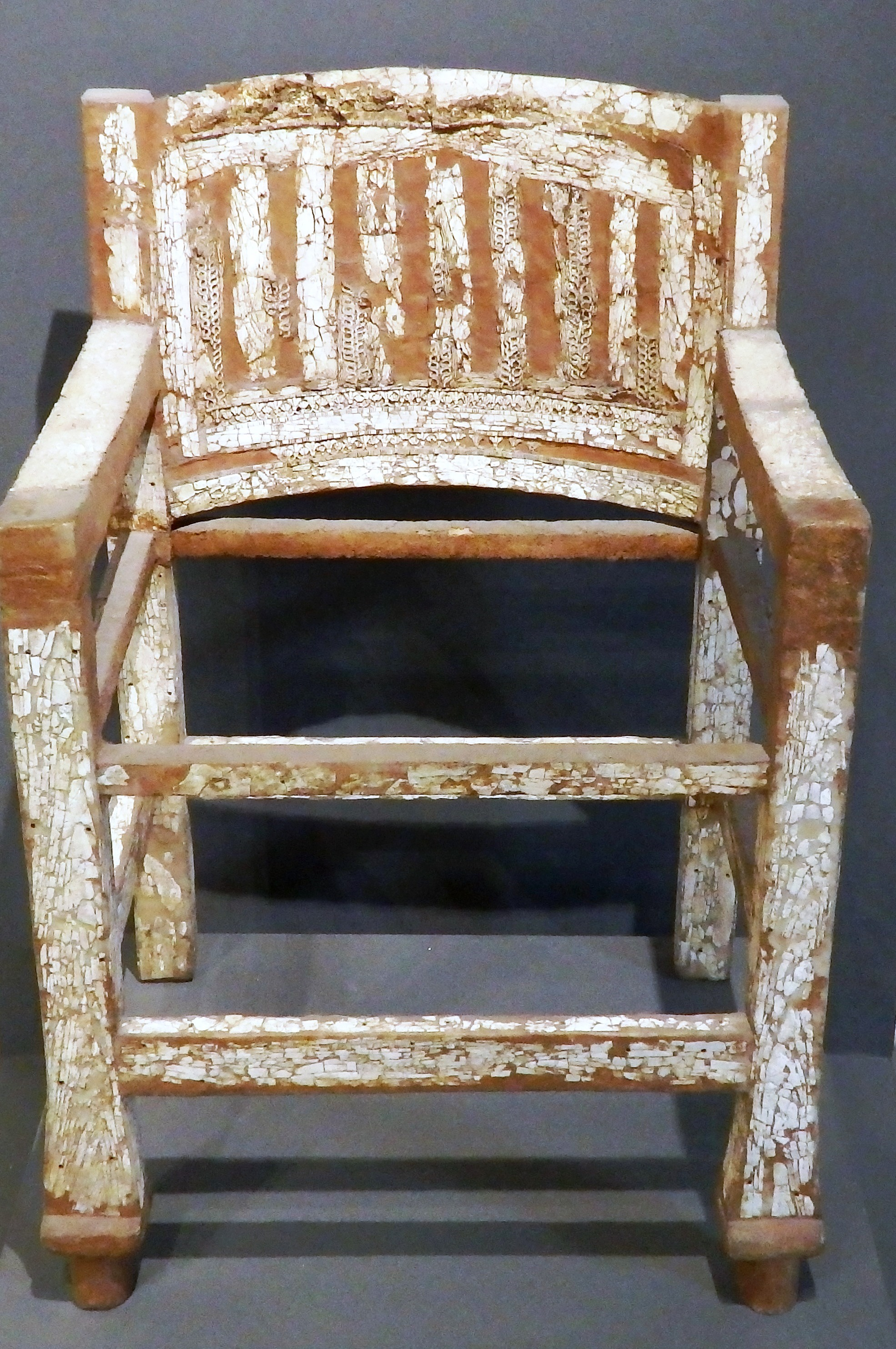
Thron aus Holz mit Elfenbeinplaketten, Salamis, spätes 8. Jh. v. Chr., Zypernmuseum

Als Thron (unter anderem über lateinisch thronus ‚erhabener Sitz, Thron‘; dieses von altgriechisch θρόνος thrónos, deutsch ‚Sessel, Stuhl mit Schemel (suppedaneum) für die Füße, Sitz der Götter, Königsthron‘ (in letzterem Sinne meist Plural, aber auch Singular)) wird der meist aufwendig gestaltete Stuhl als Insigne eines Monarchen bezeichnet, auf dem dieser zu besonderen Anlässen Platz nimmt. Oft wird unterschieden zwischen „Thron“ und „Thronsitz“ (ohne Rücken- oder Armlehnen).

## Geschichte und Religion

### Antike
In der Antike waren Throne von Anbeginn das Symbol der Könige und Götter. Der Thron diente für die Krönungszeremonien und die Inthronisation. Dem Thron wurde eine unmittelbare Verbundenheit mit der königlichen Macht zugesprochen. Für die Hethiter waren die Throne selbst Götter. Die Griechen reservierten nach Homer einen zusätzlichen leeren Thron im königlichen Palast und den Tempeln für die Götter. Der berühmteste dieser Throne war der Thron von Apollo in Amyklai. Auch die Römer hatten zwei Throne, einen für den Kaiser und einen für die Göttin Roma, deren thronende Statuen zum religiösen Zentrum wurden.

### Bibel
Das Alte Testament unterscheidet sprachlich nicht zwischen Stuhl und Thron. Die Beschreibung des Thrones Salomos (1 Kön 10,18-20 ) wurde bis ins 20. Jahrhundert immer wieder in der bildenden Kunst (Thronsessel Gottes, Marias, Jesu, der heiligen Bischöfe, des Königs Salomo), aber auch in der Anlage von Thronen zum Vorbild genommen, zuletzt wahrscheinlich in der des Thrones für Kaiser Wilhelm II. im Palazzo Caffarelli durch den Berliner Architekten Alfred Messel (1894–1898). Im Mittelalter verband man den Thron von Salomo mit Maria.
Im Neuen Testament verhieß Jesus von Nazaret den Aposteln einen Platz auf den „zwölf Thronen“, wo die zwölf Stämme Israels richten würden (Mt 19,28 ).
Der Seher Johannes schaut in der Offenbarung: „Dann sah ich einen großen weißen Thron und den, der auf ihm saß; vor seinem Anblick flohen Erde und Himmel und es gab keinen Platz mehr für sie.“ (Offb 20,11 ).

### Kirche
In der Hierarchie der katholischen Kirche ist der Sitz des Bischofs ein Thron, die Kathedra. Der Thron des Papstes ist die Kathedra Petri (siehe auch Heiliger Stuhl). Heute hat der Thron in der katholischen Kirche nur mehr symbolische und zeremonielle Bedeutung. Sofern frühromanische Kirchen über ein Westwerk verfügen, befand sich in ihm ein Fürstenthron als symbolisches Gegenüber dem Altar (geistliche und weltliche Macht). In vielen mittelalterlichen Darstellungen des Jüngsten Gerichts ist Gottes Thron durch einen Regenbogen ersetzt. Bei den zahlreichen Marienkrönungen der europäischen Kathedralgotik wird zumeist ein erhöhter und verzierter Sitz gezeigt.

### Königsthron
Die Thronsetzung war lange Zeit wichtiges Element der Königserhebung, so 936 bei der Wahl Ottos I. bei der Thronsetzung auf den Karlsthron in Aachen. Eine ähnliche Bedeutung kam dem Herzogstuhl bei der Erhebung der Herzöge zu, wegen der fehlenden Krönung ist hier die Thronsetzung freilich noch konstitutiver.

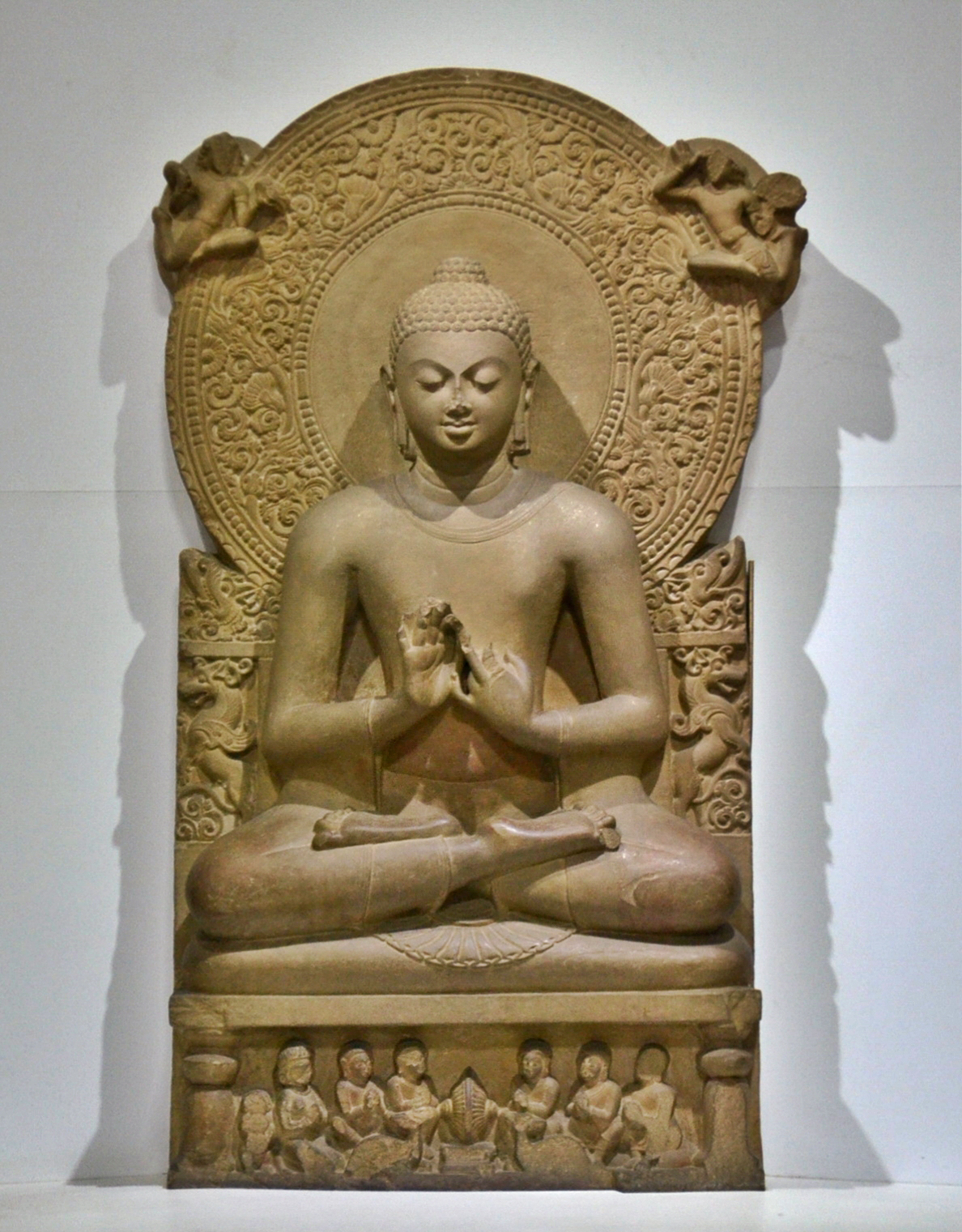
Buddha, Sarnath (5. Jh.)

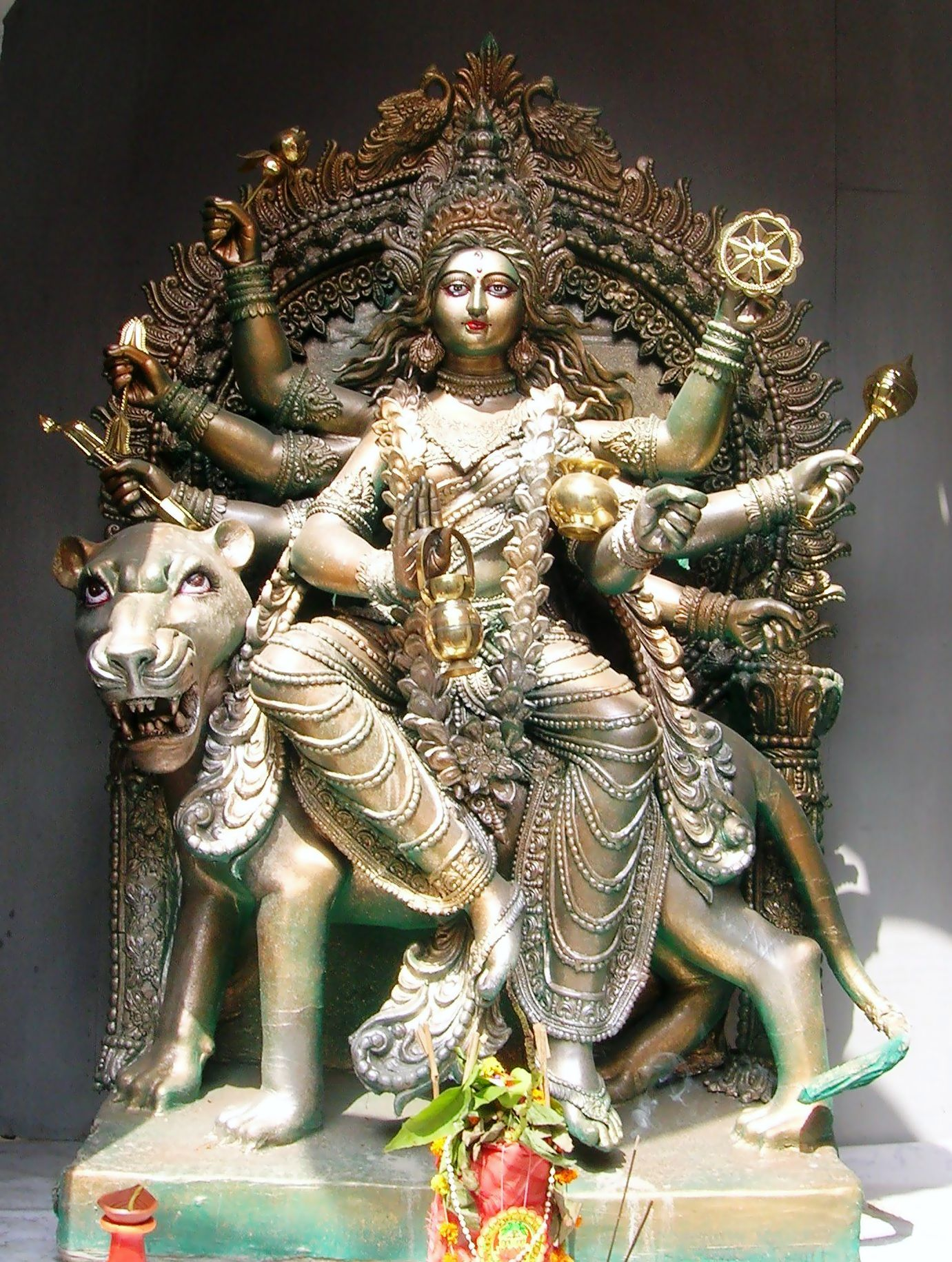
Durga (2010)

### Indien
Buddhismus

Buddha wird häufiger auf einem reich verzierten Thron sitzend dargestellt; zwei Sitzhaltungen sind dabei zu unterscheiden – Lotossitz und „europäischer Sitz“.
Hinduismus

Das Götterpaar Shiva und Parvati wird ebenfalls oft auf einem Thronsitz (ohne Rückenlehne) gezeigt (siehe Uma-Maheshwara oder Somaskanda). Spätere Bildnisse zeigen zuweilen auch Durga und andere Götter des hinduistischen Pantheons auf einem reich geschmückten Thron.

### Islam
Auch im Koran werden Throne erwähnt: „Und Er (Gott) ist es, der Himmel und Erde in sechs Tagen erschuf und sein Thron war auf dem Wasser“ (Sure 11, Vers 6). Von persischen und indischen Herrschern der Mogulzeit sind reich geschmückte Throne oder Thronsitze bekannt.

### Maya

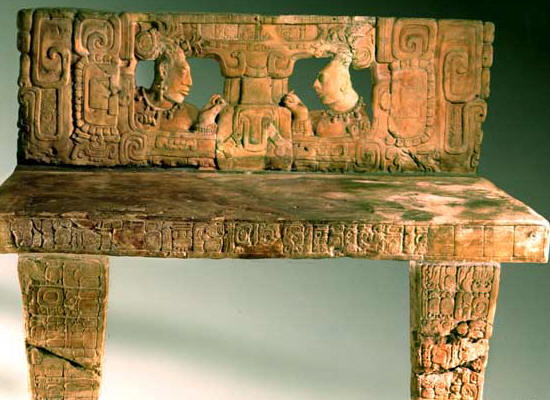
Maya-Thron aus Piedras Negras

Auch die klassische und späte Maya-Kunst kannten Throne oder Thronsitze; bedeutendstes Beispiel ist der rückwärtig durchbrochene Thron aus Piedras Negras, Guatemala.

## Liste bekannter Throne
- Thron des Salomo
- Thron des Apollo, Amyklai
- Krönungsstuhl, Westminster Abbey

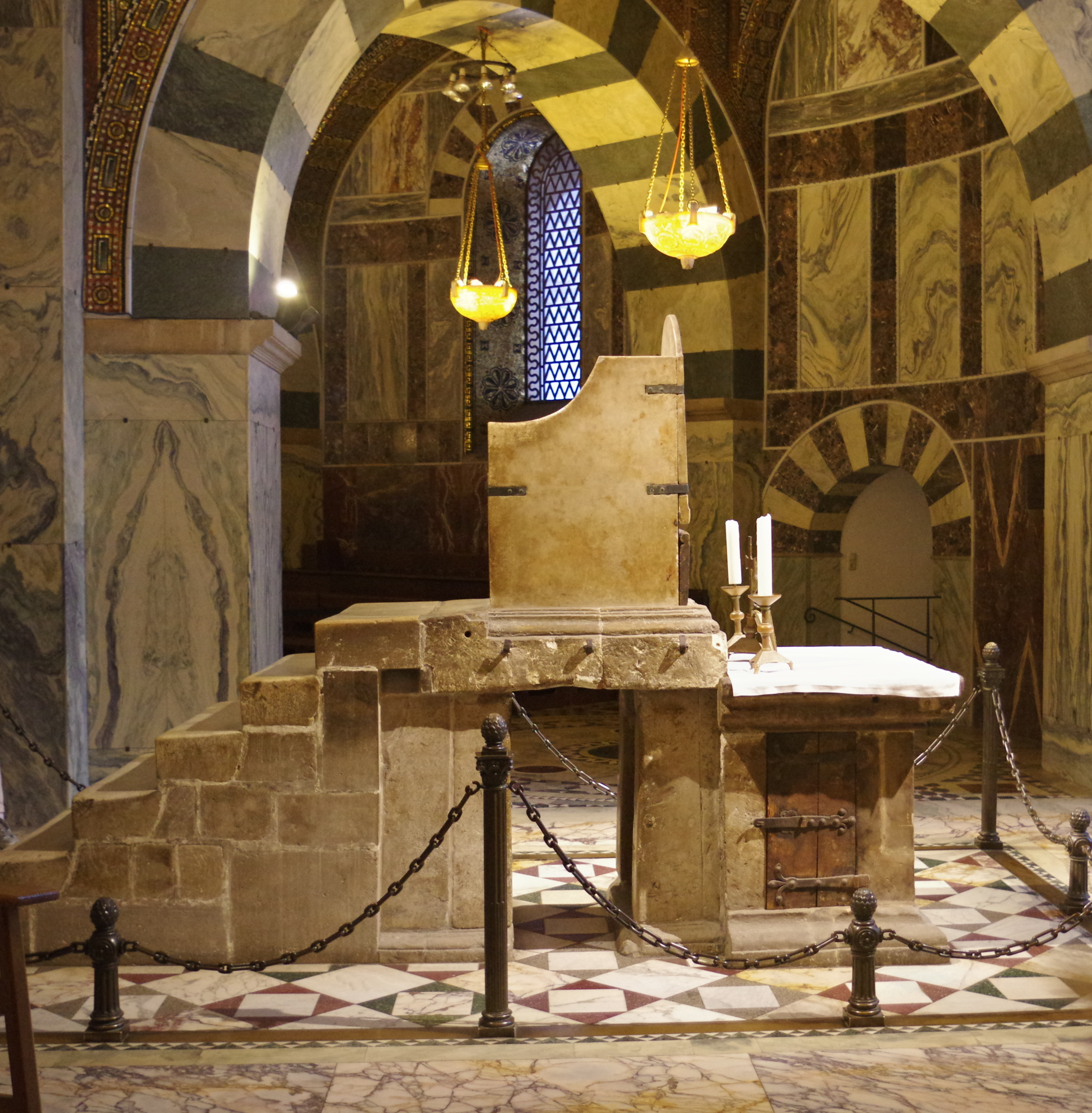
Königsthron, Aachener Dom

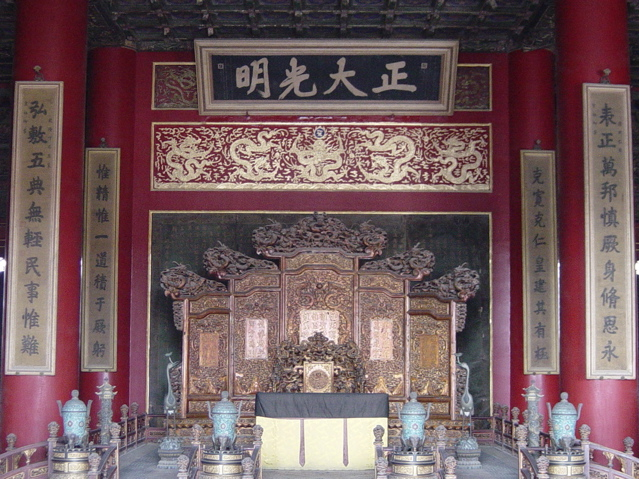
Drachenthron in der Verbotenen Stadt, Peking

- Aachener Königsthron Karls des Großen, Aachener Dom, 8. Jahrhundert
- Kaiserstuhl Goslar
- Thron Kaiser Wilhelms II., Residenzschloss Posen, 1910, von Franz Schwechten
- Thron Kaiser Wilhelms II., Deutsche Botschaft Rom, 1894/98, von Alfred Messel
- Dänischer Thron aus Elfenbein und Narwalzähnen im Kopenhagener Schloss Rosenborg, um 1640, von Bendix Grodtschilling
- Cathedra Petri, Thron des Papstes
- Sedia gestatoria, tragbarer Papstthron
- Pfauenthron, ursprünglicher Thron der Mogulherrscher Indiens, nach Persien verschleppt und dann Thron des Schahs von Persien
- Chrysanthementhron, Thron des japanischen Tennōs
- Drachenthron, Thron des chinesischen Kaisers
- Phönixthron, Thron der koreanischen Könige
- Löwenthron, Thron des Dalai Lama
- Löwenthron von Burma, Sitz des burmesischen Monarchen
- Jaguarthron, Thron der Maya-Fürsten.
- Perlenthron, Thron Kameruns, siehe unter König Njoya.

## Anekdotisches
Die Staatliche Rechtschreibkonferenz von 1901 erklärte Konrad Dudens Orthografieregeln für allgemeinverbindlich. Zu diesen Regeln zählte auch, dass in den mit „t“ beginnenden Wörtern, die bis dahin hinter dem „t“ immer mit „h“ geschrieben wurden (zum Beispiel „That“), dieses „h“ entfiel. Dass die th-Schreibweise in Thron beibehalten wurde, wurde oft einem persönlichen Einwirken des letzten deutschen Kaisers Wilhelm II. zugeschrieben. Das „th“ wurde aber ohnehin – und bis heute – in allen griechischen Lehnwörtern dort beibehalten, wo es ein Theta wiedergibt (wie bei Theater oder Mathematik, wo die zweiten „t“ einem Tau entsprechen). Der Thron war orthografisch zu keiner Zeit gefährdet.